# Дејмс Квортер (Мериленд)
Дејмс Квортер (енгл. Dames Quarter) насељено је место без административног статуса у америчкој савезној држави Мериленд.

## Демографија
По попису из 2010. године број становника је 167, што је 21 (-11,2%) становника мање него 2000. године.
| Група             | 2000.       | 2010.       |
| Белци             | 158 (84,0%) | 137 (82,0%) |
| Афроамериканци    | 22 (11,7%)  | 16 (9,6%)   |
| Азијати           | 1 (0,5%)    | 6 (3,6%)    |
| Хиспаноамериканци | 0 (0,0%)    | 1 (0,6%)    |
| Укупно            | 188         | 167         |